# 达那普乡
达那普乡（藏語：རྟ་ནག་ཕུ་），是中华人民共和国西藏自治区日喀则市谢通门县下辖的一个乡镇级行政单位。

## 行政区划
达那普乡下辖以下地区：
查卡村、聂布村、彭冲村、拉嘎村、布如村和冲当村。